# Archimonocelis semicircularis
Archimonocelis semicircularis är en plattmaskart som beskrevs av Tor Karling 1966. Archimonocelis semicircularis ingår i släktet Archimonocelis och familjen Archimonocelididae. Inga underarter finns listade i Catalogue of Life.